# 兰巴雷内

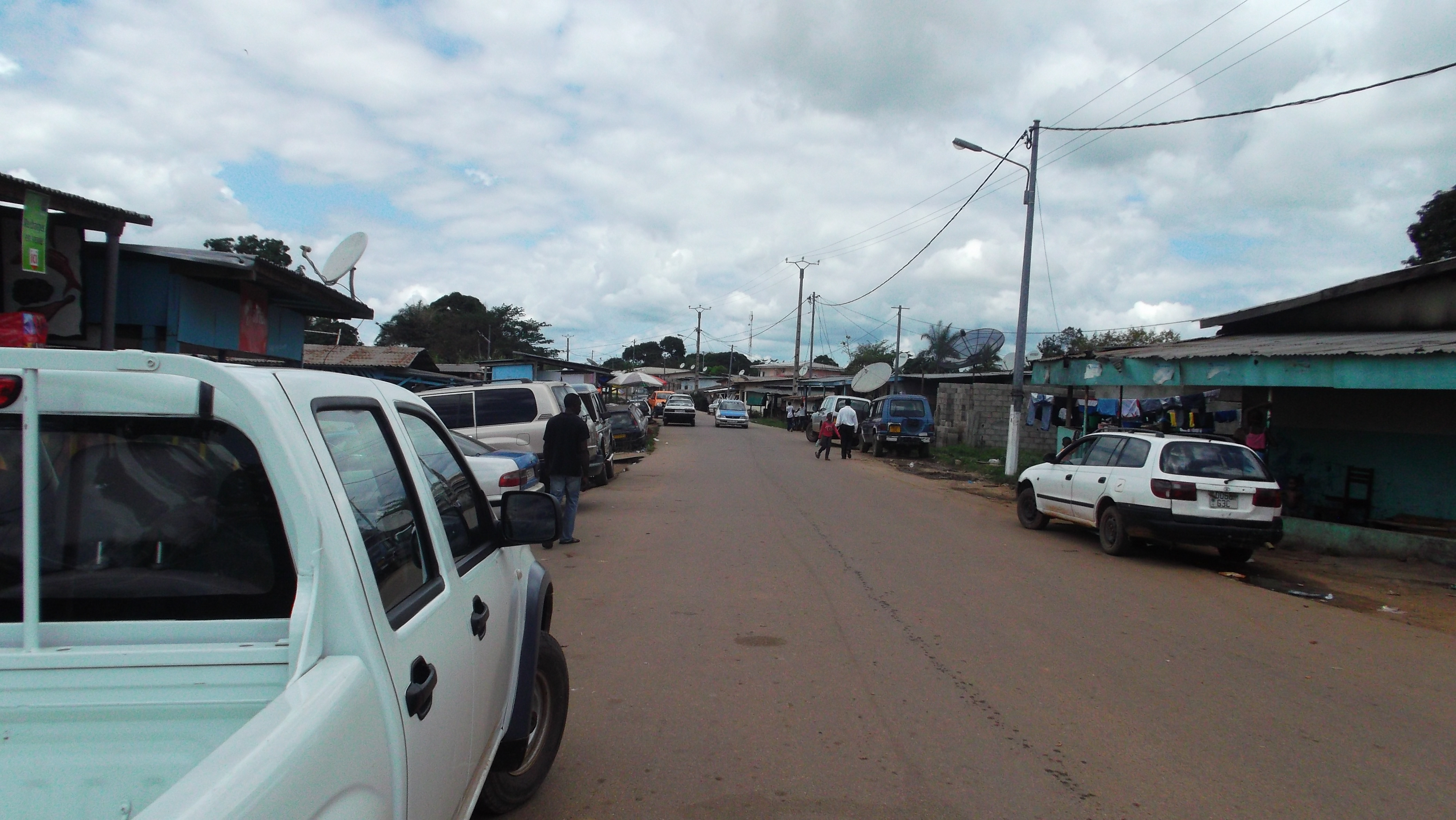
蘭巴雷內一景

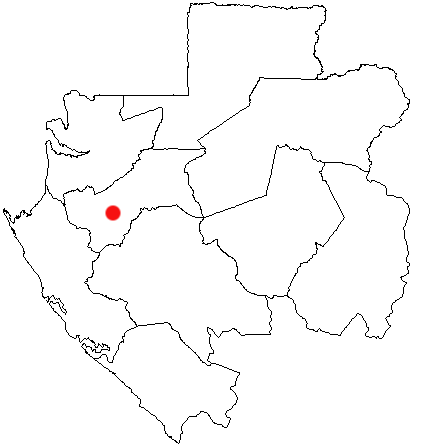
兰巴雷内在加蓬的位置

兰巴雷内（法語：Lambaréné）是加蓬的一座城市，中奥果韦省首府，该城建于奥果韦河畔雨林区，为奥果韦河流域重要河港，距赤道仅数千米。

## 友好城市
- 法國 凯瑟斯贝格-维尼奥布勒